# Clemson University

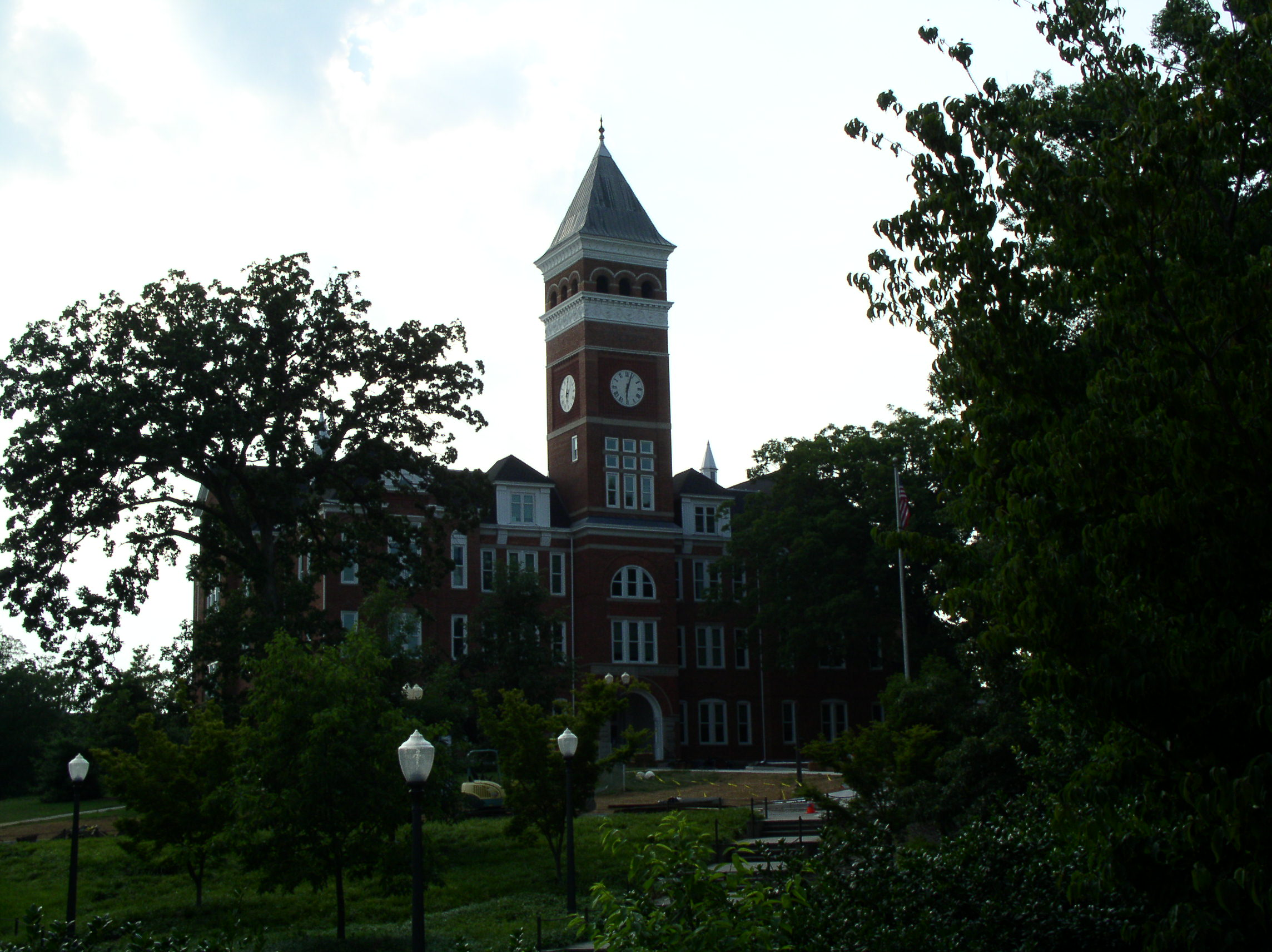
Tillman Hall auf dem Campus, benannt nach Benjamin Tillman, einem der Anführer des Hamburg Massakers

Die Clemson University ist eine staatliche Universität in Clemson im US-Bundesstaat South Carolina. Die Universität wurde 1889 von Thomas Green Clemson gegründet. 2019 waren hier 23.106 Studenten eingeschrieben. Sie liegt auf Fort Hill, der ehemaligen Plantage von John C. Calhoun.
Das U.S. Census Bureau führt die Clemson University seit 2020 als eigenständigen Census-designated place und die Volkszählung 2020 hat 311 Einwohner ergeben.

## Fakultäten
- Architektur, Künste und Geisteswissenschaften
- Gesundheit, Pädagogik und Human Development
- Ingenieur- und Naturwissenschaften
- Landwirtschaft, Forstwesen und Life Sciences
- Wirtschafts- und Verhaltenswissenschaften

## Geschichte

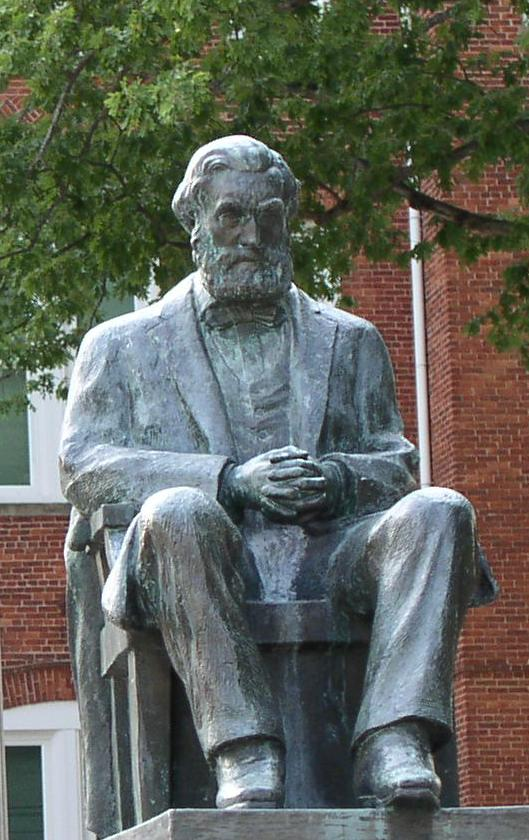
Statue von Clemson von Abraham Wolfe Davidson in der Clemson Universität, 1941 errichtet

Die Universität sollte nach dem Testament Clemsons „Calhoun-Clemson Scientific Institute of the South“ genannt werden, wurde aber als „Clemson Agriculture College of South Carolina“ eröffnet, das weiße Männer, vor allem Veteranen aus dem Bürgerkrieg ausbildete. Zwischen 1890 und 1915 erbauten vor allem schwarze Sträflinge zahlreiche Gebäude der Universität. Zeitweise arbeiteten bis zu 150 Sträflinge im Alter zwischen 12 und 67 hier.
1955 wurden die ersten Frauen zugelassen. An der Universität herrschte bis 1963 Rassentrennung, die bereits zehn Jahre zuvor als ungesetzlich erklärt worden war.
1962 richtete die Universität das Clemson’s Honors College ein, es wurde 1981 nach dem Sklavenhalter und Plantagenbesitzer John C. Calhoun, auf dessen ehemaliger Plantage die Universität liegt, benannt. Mehrere Gesuche, das Kolleg umzubenennen, blieben erfolglos. Im Juni 2020 veröffentlichten Studenten eine Online-Petition, die mehr als 20.000 Unterschriften bekam. Auch ehemalige Sportler der Universität, wie DeAndre Hopkins und Deshaun Watson unterstützten sie. Daraufhin wurde das Kolleg in Clemson University Honors College umbenannt.
2015 setzte die Universität eine Kommission ein, um die Geschichte der Universität zu erforschen und ihre Darstellung zu überprüfen und anzupassen.

## Sport
Die Sportmannschaften der Clemson University sind die Tigers. Das Football-Team der Clemson Tigers trägt seine Heimspiele im Memorial Stadium aus. Die Basketballmannschaften sind im Littlejohn Coliseum beheimatet. Die Hochschule ist Mitglied in der Atlantic Coast Conference.

## Berühmte Absolventen
Politik
- David Beasley (* 1957) – ehemaliger Gouverneur von South Carolina
- James F. Byrnes (1882–1972) – ehemaliger Außenminister der Vereinigten Staaten und Gouverneur von South Carolina
- Nimrata „Nikki“ Randhawa Haley (* 1972) – ehemalige Gouverneurin von South Carolina, derzeit US-Botschafterin bei den Vereinten Nationen
- Strom Thurmond (1902–2003) – ehemaliger Gouverneur von South Carolina und Senator im US-Senat

Sport
- Gaines Adams (1983–2010) – American-Football-Spieler
- Vic Beasley (* 1992) – American-Football-Spieler
- Kristin Benson – Baseballspieler
- Jay Berger (* 1966) – Tennisspieler
- Jonathan Byrd – Golfspieler
- Dwight Clark (1957–2018) – American-Football-Spieler und -Funktionär
- Julie Coin (* 1982) – Tennisspielerin
- Shawn Crawford (* 1978) – Leichtathlet und Olympiasieger
- Brian Dawkins (* 1973) – American-Football-Spieler
- Travis Etienne (* 1999) – American-Football-Spieler
- Gigi Fernandez (* 1964) – Tennisspielerin
- Clelin Ferrell (* 1997) – American-Football-Spieler
- Chris Gardocki (* 1970) – American-Football-Spieler
- Lucas Glover (* 1979) – Golfspieler
- Michael Hamlin (* 1985) – American-Football-Spieler
- DeAndre Hopkins (* 1992) – American-Football-Spieler
- Romy Kölzer (* 1991) – Tennisspielerin
- Trevor Lawrence (* 1999) – American-Football-Spieler
- Byron Maxwell (* 1988) – American-Football-Spieler
- Larry Nance (* 1959) – Basketballspieler
- Oguchi Onyewu (* 1982) – Fußballspieler
- William Perry (* 1962) – American-Football-Spieler
- Bradley Pinion (* 1994) – American-Football-Spieler
- Hunter Renfrow (* 1995) – American-Football-Spieler
- Amari Rodgers – American-Football-Spieler
- C. J. Spiller (* 1987) – American-Football-Spieler
- Paul Stalteri (* 1977) – Fußballspieler
- A. J. Terrell (* 1998) – American-Football-Spieler
- K'Von Wallace (* 1997) – American-Football-Spieler
- Charlie Waters (* 1948) – American-Football-Spieler
- Sammy Watkins (* 1993) – American-Football-Spieler
- Deshaun Watson (* 1995) – American-Football-Spieler
- Charlie Whitehurst (* 1982) – American-Football-Spieler
- Christian Wilkins (* 1995) – American-Football-Spieler

Unterhaltung
- James Michael Tyler (1962–2021) – Schauspieler (insb. in Fernsehserie Friends)
- Meredith Hayden (* 1996) – Köchin und Internet-Persönlichkeit

Wirtschaft
- George H. Ross (* 1928) – Rechtsanwalt und Vizepräsident der Trump Organization